# Amerikanisches Duell
Das amerikanische Duell ist eine Form des Suizids, der infolge einer Übereinkunft stattfindet und durch das Los bestimmt wird. Es ähnelt daher dem bekannteren russischen Roulette.
Die genaue Durchführung des amerikanischen Duells kann variieren. In einer Form müssen die Beteiligten von zwei Kugeln (schwarz und weiß) eine verdeckt auswählen. Derjenige, der die schwarze Kugel zieht, muss sich innerhalb eines bestimmten Zeitraums töten. Die Bezeichnung Duell ist insofern unzutreffend, als es sich nicht um einen Kampf mit gleichen Waffen handelt. Vielmehr kann das amerikanische Duell mit einem mittelalterlichen Gottesurteil verglichen werden.

## Rezeption in Literatur und Film
Das amerikanische Duell hat auch Eingang in die Literatur gefunden.
- Karl May: Der verlorene Sohn.[3] Das Los wird hier durch Würfel entschieden.
- Alexander Moszkowski: Von Genies und Kamelen.[4] In diesem satirischen Werk wird das Duell durch die Frage entschieden, auf welches Stück Würfelzucker sich zuerst eine Fliege setzt.
- Mór Jókai: Das amerikanische Duell. Roman um einen ungarischen Adeligen von 1865, der später als ungarische Fernsehserie umgesetzt wurde.[5]
- Friedrich Gerstäcker: Im Eckfenster.[6] Hier wird das Duell durch gezinkte Würfel zum Mord.
- Arthur Schnitzler: Das weite Land.

Ebenso wurde das amerikanische Duell in mindestens einem Film und einer Miniserie thematisiert.
- Das amerikanische Duell, Spielfilm von 1918. Regie: Harry Piel
- Das amerikanische Duell, 6-teilige Miniserie aus Ungarn (Originaltitel: Mire megvénülünk), 1980[5]